# Concerto grosso
Bei einem Concerto grosso (ital. für „großes Konzert“) steht eine kleine, solistisch behandelte Gruppe von Instrumenten (Concertino, ital. für „kleines Konzert“) einer größeren gegenüber; Passagen, in denen beide Gruppen gemeinsam spielen, werden als Tutti (Ripieno oder Tutti, ital. für alle) bezeichnet. Die Ripieno-Stimmen, die in den Tutti-Passagen spielen, werden zumeist mehrfach besetzt.
Entstanden ist das Concerto grosso im Barock aus einer Erweiterung der Triosonate, ein weiterer Vorläufer ist die venezianische Mehrchörigkeit. Formal folgt es oft der viersätzigen Kirchensonate (langsam – schnell – langsam – schnell) oder der Kammersonate (Einleitung und einige Tanzsätze). In der zweiten Hälfte des 18. Jahrhunderts wurde das Concerto grosso durch die Sinfonie und die Konzertante Sinfonie verdrängt.

## Entstehung des Concerto grosso
Bereits bei Francesco Usper (1618) und in Massimiliano Neris op. 2 (1651) finden sich die ersten Beispiele. Erstmals verwendete Alessandro Stradella die Bezeichnungen Concertino und Concerto grosso (später Ripieno) in einer Kantatenkomposition. Auch war es Stradella, der mit seinen „Sinfonie a più stromenti“ die ersten vollständigen Werke des Genres schrieb.
Die Weiterentwicklung fand Mitte des 17. Jahrhunderts vor allem in Italien statt. 1698 veröffentlichte Giovanni Lorenzo Gregori als erster eine Sammlung unter dem Werktitel „Concerti grossi a più stromenti“. Die Concerti op. 6 von Arcangelo Corelli wurden bereits in den 1680er Jahren komponiert, aber erst 1714 in Amsterdam gedruckt.
Da die Stimmen der beiden Gruppen nicht unabhängig geführt wurden, beschrieb Georg Muffat, der Corellis Aufführungspraxis aus eigener Anschauung kannte, die flexiblen Möglichkeiten der Besetzung: „a tre“, also als Triosonate, „a quattro“, d. h. Tutti und Soli zusammengezogen, und die Gegenüberstellung von Concertino und chorisch besetztem Ripieno. Auch eine Ergänzung der Streicher durch colla parte spielende Oboen, Flöten und Fagotte war üblich. Muffat komponierte seine ersten Concerti 1682 in Rom, die im Hause Corellis unter dessen Anleitung „ausprobieret wurden“, und sagte über Corelli: „deme wegen vieler großgünstig communizierten nützlichen observationen disen Stylum betreffend, ich mich verbunden profitiere“ – das war rund 25 Jahre vor der Veröffentlichung von dessen Opus 6.

## Corelli
Arcangelo Corellis zwölf Concerti grossi op. 6 gelten als die erste veröffentlichte Sammlung reifer Kompositionen dieser Gattung, obschon bekannt ist, dass er das Prinzip bereits um 1680 einsetzte. Ihre Entstehungszeit liegt vermutlich in den 1680er Jahren, der Erstdruck wurde 1714 veröffentlicht. Corelli wählte hierfür im April 1712 Estienne Roger in Amsterdam als Herausgeber. Vertraglich wurden Corelli 150 kostenlose Kopien zugestanden.
Die ersten acht (darunter die bekannte Nr. 8, „fatto per la notte di Natale“, das sogenannte Weihnachtskonzert) folgen sehr frei dem Typ der Kirchensonate; das Tempo wechselt auch innerhalb der Sätze häufig. Die restlichen vier sind Kammersonaten und enthalten stilisierte Tanzsätze (Allemande, Courante, Menuett, Sarabande, Gigue). Charakteristisch sind relativ kurze Motive, in deren Ausführung sich Concertino (zwei Violinen, Cello) und Ripieno abwechseln. Generell spielen die Solisten (das Concertino) alle Tuttipartien mit.
Im Jahr 1687 veranstaltete Corelli im Auftrag der Königin Christine von Schweden ein Konzert für Papst Innozenz XI., bei dem er 150 Streicher einsetzte, was für die Zeit nicht unüblich war. Dem Orchester an San Petronio in Bologna standen zur selben Zeit 120 Streicher zur Verfügung. Um den Concerti grossi bei Feierlichkeiten in den großen Kathedralen mehr Glanz zu verleihen, wurden zu besonderen Anlässen die Concertinostimmen durch Oboen und Trompeten verstärkt.

## Händel
Georg Friedrich Händel schrieb zwei Serien von Concerti grossi, das Opus 3 mit sechs Konzerten (HWV 312–317) und das Opus 6 mit zwölf Konzerten (HWV 319–330), sowie das einzeln stehende Concerto grosso C-Dur „Alexanderfest“ (HWV 318).
- Die sechs Konzerte des Concerto grosso op. 3 (HWV 312–317) wurden 1734 veröffentlicht. Händel greift durchweg auf eigene ältere Kompositionen zurück, die als instrumentale Einleitungs- oder Zwischenaktmusiken für Vokalwerke dienten. Obwohl die Stücke auch unter dem Titel „Oboenkonzerte“ bekannt sind, werden neben meist zwei Oboen auch zwei Violinen, Celli, Fagotte und Blockflöten solistisch eingesetzt.

- Das Concerto grosso C-Dur „Alexanderfest“ (HWV 318) von 1736 wurde als Zwischenaktmusik zu seinem Oratorium „Alexanderfest“ geschrieben. Das Concertino besteht aus zwei Violinen und Cello, das Ripieno aus zwei Oboen, zwei Violinen, Viola und Continuo.

- Die zwölf Konzerte des Concerto grosso op. 6 (HWV 319–330) wurden im Herbst 1739 innerhalb nur eines Monats komponiert und machen nur wenige Anleihen bei früheren Werken. Das Concertino besteht durchgehend aus zwei Violinen und Cello, das Ripieno neben Streichern und Continuo auch aus zwei Oboen, die meist colla parte mit den Violinen geführt werden. Händels op. 6 weist mit neuartigen Stilelementen, wie der Einführung und Verarbeitung eines zweiten Themas und einer differenzierten Dynamik und Harmonik, bereits auf die Sinfonik der Vorklassik hin.

Hermann Hesse huldigte im Steppenwolf speziell einem „Concerto grosso in F-dur“ als „Göttermusik“ von „königlichem Aufbau“, dessen Bässe im Ritardando „wie Götter schreiten“ und dem auch bei scheußlich entstellter Darbietung die „Göttlichkeit“ nicht zu nehmen wäre. Unklar bleibt jedoch, welches aus den vorgenannten Konzerten Hesse mit der Bezeichnung „Concerto grosso in F-dur“ in Bezug nahm; die Concerti Grossi op. 3 enthalten ein und die des op. 6 zwei Konzerte in F-Dur.

## Bach
Johann Sebastian Bachs Brandenburgische Konzerte sind keine Concerti grossi im eigentlichen Sinne. Am ehesten entspricht das zweite mit einem ungewöhnlichen Concertino aus hoher Trompete, Blockflöte, Oboe und Violine dem Typus. Das erste, dritte und sechste sind mehr der Gattung dem 1927 von Arnold Schering vorgeschlagenen Begriff des Gruppen-Konzerts zuzuordnen, im vierten und fünften haben Solovioline bzw. Cembalo ein deutliches Übergewicht gegenüber den anderen Soloinstrumenten.

## Komponisten weiterer Concerti grossi
- Evaristo Felice Dall’Abaco
- Tomaso Albinoni
- Charles Avison
- Johann Christoph Friedrich Bach[5]
- Francesco Barsanti
- Francesco Antonio Bonporti
- William Boyce
- Pietro Castrucci
- William Corbett
- António Pereira da Costa
- Charles Dieupart
- Francesco Durante
- Willem de Fesch
- Francesco Geminiani
- Baldassare Galuppi
- Johann Gottlieb Graun
- Giovanni Lorenzo Gregori (1663–1745)
- William Hayes
- Pieter Hellendaal
- Johann Philipp Krieger
- Leonardo Leo
- Pietro Locatelli
- Francesco Manfredini
- Benedetto Marcello
- Michele Mascitti
- Giovanni Mossi (setzt in seinem op. 4 vier Soloviolinen ein)
- Richard Mudge
- Georg Muffat
- Johann Christoph Pepusch
- Giovanni Benedetto Platti
- Johan Helmich Roman
- Giovanni Battista Sammartini
- Giuseppe Sammartini
- Alessandro Scarlatti
- John Stanley
- Alessandro Stradella
- Giuseppe Tartini
- Georg Philipp Telemann
- Giuseppe Torelli
- Unico Wilhelm van Wassenaer
- Silvius Leopold Weiss (1687–1750)
- Robert Valentine
- Giuseppe Valentini (erweitert in seinem op. 7 um 1710 das Concertino um eine Viola)
- Antonio Vivaldi
- Lorenzo Gaetano Zavateri

## 20. Jahrhundert
Erst in den letzten einhundert Jahren wurde das Prinzip des Concerto grosso im Zuge intensiver Beschäftigung mit der Barockmusik wiederbelebt, zuerst von Max Reger (Konzert im alten Stil), Ernst Krenek (Concerto grosso Nr. 1, op. 10; Concerto grosso Nr. 2, op. 25) und Paul Hindemith (Konzertmusik für Streicher und Blechbläser op. 50/1).
- Jean-Louis Agobet
- Zoltan Almashi
- William Alwyn
- Ernest Bloch
- William Bolcom
- Andrei Jakowlewitsch Eschpai
- Eibhlis Farrell
- Byron Fidetzis
- Giancarlo Facchinetti
- Pelle Gudmundsen-Holmgreen
- Georg Friedrich Haas
- Bengt Hambraeus
- Shigeru Kan-no
- Miklós Maros
- Bohuslav Martinů
- Ernst Hermann Meyer
- Jan De Maeyer
- Julián Orbón
- Krzysztof Penderecki
- Jean Perrin
- Silvestre Revueltas
- Alfred Schnittke
- Kurt Schwaen
- Jan Van der Roost
- Eino Tamberg
- Errollyn Wallen
- Ralph Vaughan Williams
- Malcolm Williamson
- Ellen Taaffe Zwilich
- Gregorio Zanon